# Sphaerodactylus elegans
Sphaerodactylus elegans är en ödleart som beskrevs av MacLeay 1834. Sphaerodactylus elegans ingår i släktet Sphaerodactylus och familjen geckoödlor.

## Underarter
Arten delas in i följande underarter:
- S. e. elegans
- S. e. punctatissimus